# 삿포로 시영 전차
삿포로 시영 전차(일본어: 札幌市電, さっぽろしでん)는 일본 홋카이도 삿포로시를 주행하는 노면전차 노선이다.

## 역사
1909년 삿포로 세키자이 마차 철도라는 이름으로 회사가 설립, 1918년에 개업하였다. 1927년 삿포로 시 교통국으로 편입, 공영화되었다.
삿포로시의 성장과 함께, 자가용 및 지하철 중심의 교통환경 변화, 이용객 감소로 많은 노선이 폐지되었으나, 야마하나 선  ·  야마하나 니시 선  ·  도심 선  ·  이치조 선은 유일하게 남은 삿포로 시의 노면전차 노선이 되어, 하나의 노선으로 현재까지 운행하고 있다.

## 정류장 목록
전 노선은 삿포로시 주오구에 위치해 있다.
모든 정류장에는 기둥과, 로드 히팅이 설치되어 있다. 또한, 2015년 4월부터 각 정류장에서 액정 디스플레이에 의한 전차의 운행 정보의 제공 및 이벤트 정보, 광고 표시, 모이와야마 케이블카 운행 정보의 제공 등을 하고 있다.
과거 시종점인 니시 4초메 정류장과 스스키노 역 사이에는 도보로 약 5분, 삿포로 시 교통국 지하철 난보쿠 선 니시 4초메 근처의 오도리 역과 스스키노 역간을 가면 약 1분 거리로 가깝기 때문에 승객 감소에 제동을 가하는 기폭제로 니시 4초메 정류장 선의 일부를 "도심선"으로서 부활시키고 순환선으로 연장 방침이 나와 2015년 봄에 개업 예정이었으나 2014년 7월 25일에 삿포로시 교통국에서 개업을 2015년 10월 이후에 발표하였다. 그 후, 2015년 11월 5일 시장 기자 회견에서 개통 예정이 동년 12월 20일로 발표되었다. 이 회견 자료에서는 환상 운전의 안내 명칭은 "내선" 및 "외선"이 있었다.
2015년 4월 1일부터, 각 정류장에 지하철에서 이미 시행되고 있는 번호가 표시되었다. SC에는 노면 전차 "Street Car"에 유래하며 번호는 니시 4초메에서부터 차례로 돌아간다.
한편, 삿포로역까지 연장시킨다는 구상도 있다.
- 정류장 번호 순으로 니시 4초메에서 내선 방향으로 기술한다.
  - 내선: 니시 4초메 → 니시 15초메 → 중앙 도서관 앞 → 다리 → 니시 4초메 방면
  - 외선: 니시 4초메 → 스스키노 → 주오토쇼칸마에(중앙 도서관 앞) → 니시 15초메 → 니시 4초메 방면

| 노선명          | 번호 | 정류장명                    | 노선 거리 | 통산 거리 | 접속 노선 (환승역) | 소재지                                              |
| --------------- | ---- | --------------------------- | --------- | --------- | --- | --------------------------------------------------- |
| 이치조 선       | SC01 | 니시 4초메                  | 0.000     | 0.000     | 삿포로 시영 지하철: 난보쿠 선 오도리 역 (N07), 스스키노 역 (N08) 삿포로 시영 지하철: 도자이 선 오도리 역 (T09) 삿포로 시영 지하철: 도호 선 오도리 역 (H08), 호스이스스키노 역 (H09) | 미나미1조니시 4초메                                 |
| 이치조 선       | SC02 | 니시 8초메                  | 0.501     | 0.501     | | 미나미1조니시 8초메                                 |
| 이치조 선       | SC03 | 주오쿠야쿠쇼마에            | 0.901     | 0.901     | 삿포로 시영 지하철: 도자이 선 니시 11초메 역 (T08) | 미나미1조니시 10초메                                |
| 이치조 선       | SC04 | 니시 15초메                 | 1.436     | 1.436     | 삿포로 시영 지하철: 도자이 선 니시 18초메 역 (T07) | 미나미1조니시 14초메                                |
| 야마하나니시 선 | SC04 | 니시 15초메                 | 0.000     | 1.436     | 삿포로 시영 지하철: 도자이 선 니시 18초메 역 (T07) | 미나미1조니시 14초메                                |
| 야마하나니시 선 | SC05 | 니시센6조                   | 0.564     | 2.000     | | 미나미6조니시 14초메                                |
| 야마하나니시 선 | SC06 | 니시센9조아사히야마코엔도리 | 0.938     | 2.374     | | 미나미9조니시 14초메                                |
| 야마하나니시 선 | SC07 | 니시센11조                  | 1.308     | 2.744     | | 미나미11조니시 14초메                               |
| 야마하나니시 선 | SC08 | 니시센14조                  | 1.790     | 3.226     | | 미나미14조니시 14초메                               |
| 야마하나니시 선 | SC09 | 니시센16조                  | 2.164     | 3.600     | | 미나미16조니시 14초메                               |
| 야마하나니시 선 | SC10 | 로프웨이이리구치            | 2.537     | 3.973     | | 미나미19조니시 14초메                               |
| 야마하나니시 선 | SC11 | 덴샤지교쇼마에              | 2.873     | 4.309     | | 미나미21조니시 14초메                               |
| 야마하나니시 선 | SC12 | 주오토쇼칸마에              | 3.154     | 4.590     | | 미나미22조니시 13초메                               |
| 야마하나 선     | SC12 | 주오토쇼칸마에              | 0.000     | 4.590     | | 미나미22조니시 13초메                               |
| 야마하나 선     | SC13 | 이시야마도리                | 0.331     | 4.921     | | 미나미22조니시 11초메                               |
| 야마하나 선     | SC14 | 히가시톤덴도리              | 0.612     | 5.202     | | 미나미22조니시 9초메                                |
| 야마하나 선     | SC15 | 고난쇼갓코마에              | 1.023     | 5.613     | | 미나미21조니시 7초메                                |
| 야마하나 선     | SC16 | 야마하나19조                | 1.281     | 5.871     | | 미나미19조니시 7초메                                |
| 야마하나 선     | SC17 | 세이슈가쿠엔마에            | 1.697     | 6.287     | 삿포로 시영 지하철: 난보쿠 선 호로히라바시 역 (N10) | 미나미16조니시 7초메                                |
| 야마하나 선     | SC18 | 교케이도리                  | 2.028     | 6.618     | | 미나미14조니시 7초메                                |
| 야마하나 선     | SC19 | 나카지마코엔도리            | 2.505     | 7.095     | | 미나미11조니시 7초메                                |
| 야마하나 선     | SC20 | 야마하나9조                 | 2.848     | 7.438     | 삿포로 시영 지하철: 난보쿠 선 나카지마 공원역 (N09) | 미나미9조니시 7초메                                 |
| 야마하나 선     | SC21 | 히가시혼간지마에            | 3.161     | 7.751     | | 미나미7조니시 7초메                                 |
| 야마하나 선     | SC22 | 시세이칸쇼갓코마에          | 3.592     | 8.182     | | 미나미4조니시 6초메                                 |
| 야마하나 선     | SC23 | 스스키노                    | 3.866     | 8.456     | 삿포로 시영 지하철: 난보쿠 선 오도리 역 (N07), 스스키노 역 (N08) 삿포로 시영 지하철: 도자이 선 오도리 역 (T09) 삿포로 시영 지하철: 도호 선 오도리 역 (H08), 호스이스스키노 역 (H09) | 미나미4조니시 4초메                                 |
| 도심선          | SC23 | 스스키노                    | 0.000     | 8.456     | 삿포로 시영 지하철: 난보쿠 선 오도리 역 (N07), 스스키노 역 (N08) 삿포로 시영 지하철: 도자이 선 오도리 역 (T09) 삿포로 시영 지하철: 도호 선 오도리 역 (H08), 호스이스스키노 역 (H09) | 미나미4조니시 4초메                                 |
| 도심선          | SC24 | 다누키코지                  | 0.247     | 8.703     | 삿포로 시영 지하철: 난보쿠 선 오도리 역 (N07), 스스키노 역 (N08) 삿포로 시영 지하철: 도자이 선 오도리 역 (T09) 삿포로 시영 지하철: 도호 선 오도리 역 (H08), 호스이스스키노 역 (H09) | 미나미3조니시 4초메(내선) 미나미2조니시 3초메(외선) |
| 도심선          | SC01 | 니시 4초메                  | 0.449     | 8.905     | | 미나미1조니시 4초메                                 |

## 같이 보기
- 삿포로 시영 지하철
- 삿포로시 교통국